# Citânia de Lenteiro
A Citânia de Lenteiro é uma citânia localizada na freguesia de Monte de Fralães em Barcelos, Portugal.
As Inquirições de D. Afonso III assinalam no monte d'Assaia um reguengo. Ao delimitá-o, falam da «porta da cidade de Lenteiro» (portam civitatis de Lenteiro). De facto, houve aí uma citânia - a Citânia de Lenteiro. Nunca tendo sido explorada, dela se recolheram alguns pequenos achados de interesse arqueológico, como moedas romanas, cossoiros, rojões de ferreiro, etc.
Referem-se a essa citânia, ainda que sem mencionar já o seu nome, o Pe. Carvalho da Costa na sua Corografia Portuguesa e a «Memória Paroquial» de 1758, da freguesia de Silveiros.
O Padre Carvalho dá largas à sua fantasia e imagina aí um castelo e outras coisas mais:
… um castelo… do qual e das espaçosas muralhas que tinha bastantes à grande povoação se vêem ruínas e alicerces, quando aqui não fosse o quartel de Bruto, aonde os bracarenses o vieram buscar.
A memória paroquial também alude ao castelo, com certeza por influência já do Pe. Carvalho. No resto, é mais contida:
Junto à dita ermida (Nossa Senhora do Livramento, no topo de monte) está um pedaço de terra chã, cercado de fortes jeitos antigamente de terra, e há indícios de que houve nele castelo e casas, de que ainda aparecem alicerces e se tiram deles pedras lavradas de pico e muito tijolo e telhas quebradas, e por comum tradição habitaram neste sítio os mouros, e chamavam a este sítio cidade de Citânia ou Citaina e Campo do Ouro, e ainda hoje muitas pessoas lhe chamam assim, e deste monte não sei nem alcanço coisa mais alguma das contidas no interrogatório nem dignas de memória.
Sem dúvida tinha relação com a Citânia de Lenteiro o «esconderijo de fundidores» de Viatodos, encontrado no monte d’Assaia, em Fonte Velha; eram «quinze machados de talão, com duplo anel e dupla canelura, junto a quatro meniscos de metal em bruto e outros fragmentos de machados, visivelmente destinados a ulterior produção de similares instrumentos».
Também foi encontrada no monte d'Assaia uma pulseira de ouro e mais alguns outros objectos igualmente de ouro, datáveis do século IV a.C.. A pulseira guarda-se num museu de Guimarães.